# Stefan Ksawery Kochanowski
Stefan Ksawery Kochanowski herbu Korwin – wojski większy radomski w latach 1768–1788, podwojewodzi radomski, rotmistrz powiatu radomskiego w 1764 roku.
W 1764 roku był elektorem Stanisława Augusta Poniatowskiego z województwa sandomierskiego. Poseł na sejm 1764 roku. Członek konfederacji Adama Ponińskiego w 1773 roku, na Sejmie Rozbiorowym 1773–1775 jako poseł sandomierski wszedł w skład delegacji wyłonionej pod naciskiem dyplomatów trzech państw rozbiorczych, mającej przeprowadzić rozbiór. 18 września 1773 roku podpisał traktaty cesji przez Rzeczpospolitą Obojga Narodów ziem zagarniętych przez Rosję, Prusy i Austrię w I rozbiorze Polski. Na Sejmie Rozbiorowym 1773–1775 otrzymał prawem emfiteutycznym wójtostwo radomskie na 50 lat.